# Lambella cerina
Lambella cerina är en spindeldjursart som först beskrevs av Lamb 1953.  Lambella cerina ingår i släktet Lambella och familjen Diptilomiopidae. Inga underarter finns listade i Catalogue of Life.